# Madagaskar ved sommer-OL 2020
Madagaskar deltog under Sommer-OL 2020 i Tokyo som blev afviklet i perioden 23. juli til 8. august 2021.

## Medaljer
| 2020 Tokyo | Guld | Sølv | Bronze | Total |
| Madagaskar | 0    | 0    | 0      | 0     |

### Medaljevinderne
| Madagaskar under sommer-OL 2020 i Tokyo | Madagaskar under sommer-OL 2020 i Tokyo | Madagaskar under sommer-OL 2020 i Tokyo | Madagaskar under sommer-OL 2020 i Tokyo | Madagaskar under sommer-OL 2020 i Tokyo |
| Medalje                                 | Navn                                    | Sport                                   | Event                                   | Dato                                    |
| --------------------------------------- | --------------------------------------- | --------------------------------------- | --------------------------------------- | --------------------------------------- |
| -                                       | -                                       | -                                       | -                                       | -                                       |